# La Baignade (Picasso)
Pour les articles homonymes, voir Baignade (homonymie).
La Baignade est un tableau de l'artiste espagnol Pablo Picasso réalisé en 1937. Partie de la collection Peggy Guggenheim conservée à Venise, cette toile peinte à l'huile, au pastel et au crayon représente des baigneurs observés par une tête surgissant au second plan au-dessus de ce qui semble être l'horizon. Les critiques ont interprété cette tête gigantesque comme un symbole de la menace que faisait peser la Guerre civile sur l'Espagne du Frente popular représentée par les baigneurs insouciants jouant avec un petit bateau.